# A Japán Filmakadémia díja a legjobb idegen nyelvű filmnek
Ez a lista a Japán Filmakadémia díjának legjobb idegen nyelvű filmjeinek listáját sorolja fel.

## Díjazottak és jelöltek
(A díjazottak félkövérrel vannak jelölve)

### 1970-es évek
- 1977 - Rocky (1976, USA)
  - Lidércfény (1963, Olaszország, Olaszország)
  - Hálózat (1976, USA)
  - Hirtelen lövés (1977, USA)
  - Az elátkozottak utazása (1976, Egyesült Királyság)

- 1978 - Meghitt családi kör (1974, Olaszország)
  - Harmadik típusú találkozások (1977, USA)
  - Hölgyem, Isten áldja! (1977, USA)
  - Csillagok háborúja IV: Új remény (1977, USA)
  - Fordulópont (1977, USA)

- 1979 - A szarvasvadász (1978, USA, Egyesült Királyság)
  - A facipő fája (1978, Olaszország)
  - Nagy szerda (1978, USA)
  - A bajnok (1979, USA)
  - The Travelling Players (1975, Görögország)